# Lieke Klaver
Lieke Klaver (Velsen-Zuid, 20 de agosto de 1998) é uma velocista holandesa especializada nos 400 metros rasos, campeã olímpica e  mundial em provas de revezamento. 
Foi campeã mundial no revezamento 4x400 metros em Budapeste 2023 e no ano seguinte campeã olímpica integrando o revezamento 4x400 misto holandês em Paris 2024. Em fevereiro de 2024 também integrou o 4x400 m holandês campeão mundial no Campeonato Mundial de Atletismo em Pista Coberta disputado em Glasgow, na Escócia.